# America's Response Monument

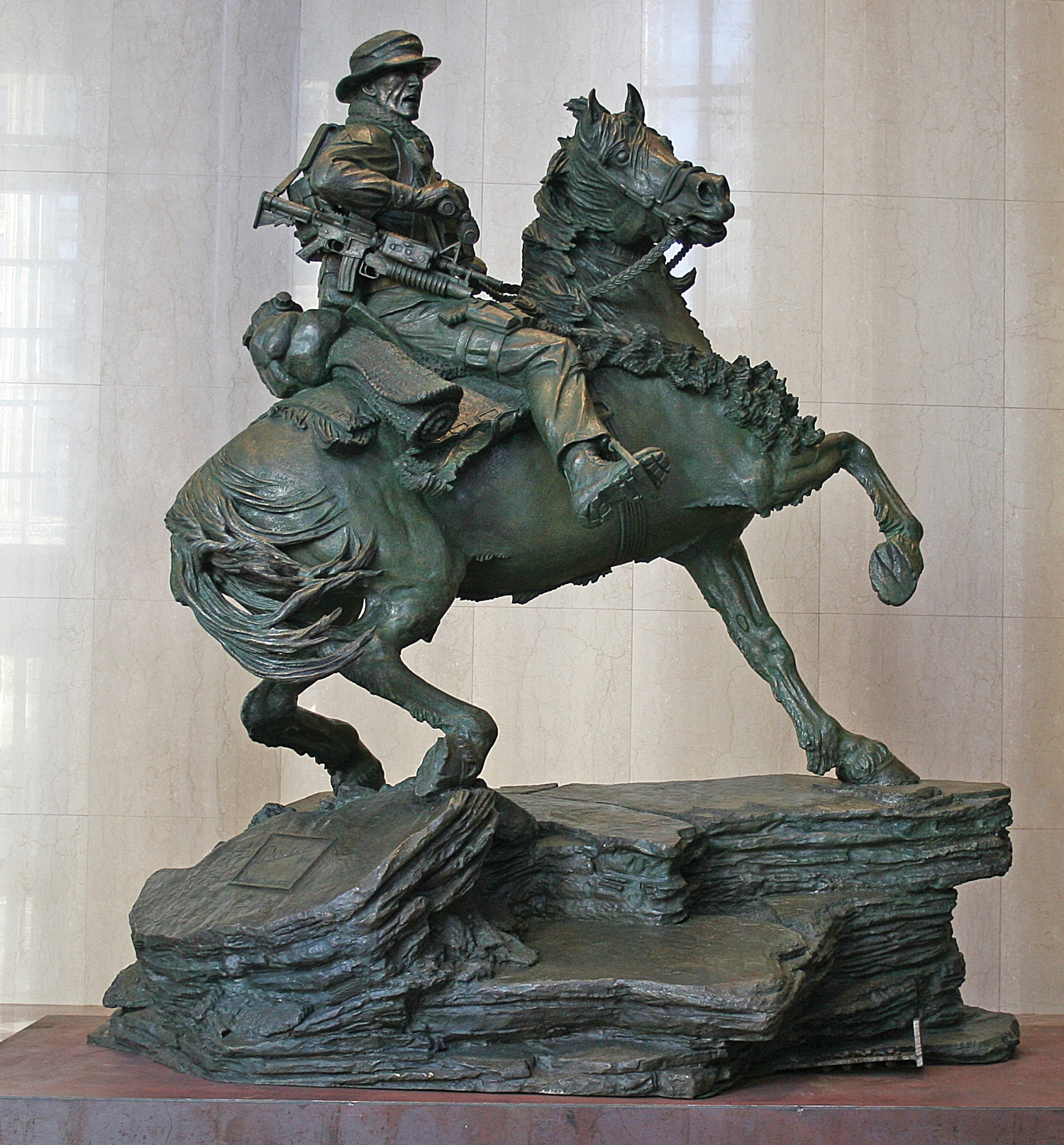
De eerste versie van het standbeeld die hij maakte. Later werd aan hem gevraagd om een grotere versie te maken door enkele Wall Street-bankiers.

America’s Response Monument (de Oppresso Liber) is een bronzen standbeeld voor het One World Trade Center, tegenover het National September 11 Memorial in New York. In de volksmond wordt het ook wel het Horse Soldier Statue genoemd. Het is het eerste monument dat beschikbaar is voor het publiek dat gebouwd is voor de Special Forces van de Verenigde Staten.

## Achtergrond
President George W. Bush zond speciale teams naar Afghanistan om de Noordelijke Alliantie te helpen met het verslaan van de Taliban. De groep, Task Force Dagger, bestond uit Groene Baretten van het 5th Special Forces Group, de Nightstalkers van het 160th Special Operations Aviation Regiment en Air Force Combat Controllers.
Bij aankomst in Afghanistan kreeg de groep paarden aangeboden door Afghaanse stammen. Pas twee mannen hadden ervaring met een paard, maar iedereen accepteerde gemakkelijk het transport. De Afghaanse leiders reden met houten zadels. Al snel werden er betere zadels gevraagd en die kregen ze in november.

## Bouwwerk

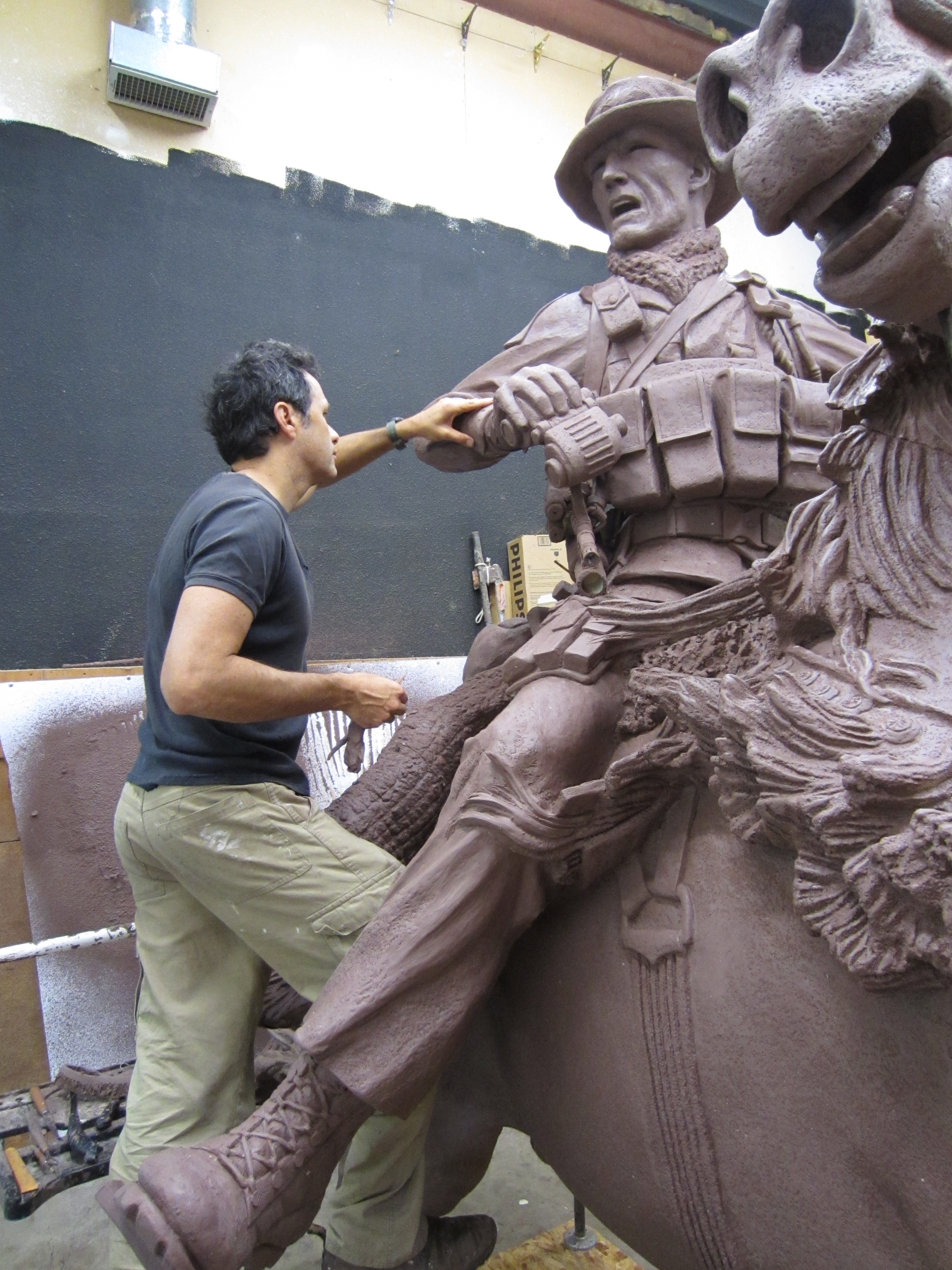
Douwe Blumberg werkt eerst aan de kleien versie van zijn beeld.

De beeldhouwer Douwe Blumberg was een paardentrainer en had interesse in militaire geschiedenis. Hij maakte meer dan 200 werken, zowel voor privébezit als voor het publiek. Voor dit beeldhouwwerk was hij geïnspireerd door een foto die Donald Rumsfeld prijsgaf bij een persconferentie over de veteranen in Afghanistan. Het was de foto van sergeant Bart Decker die Blumbergs inspiratie aansprak. Hij reed samen met zijn team en de Noordelijke Alliantie tijdens de eerste dagen van de operatie.
Tijdens de operatie hadden de veteranen een deel van het World Trade Center bij zich in de vorm van een stuk staal. In het monument zit ook een stuk staal verwerkt. Het zit verwerkt in de basis. Het symboliseert de connectie tussen de evenementen van 9/11 en de acties die de veteranen hebben gedaan.
Het kostte de beeldhouwer 9 maanden om een bronzen sculptuur te maken van een Groene Baret op de rug van een Afghaans paard. Het John F. Kennedy Special Warfare Museum zag zijn werk en bracht het tot de aandacht. Zijn werk kwam in aandacht van enkele Wall Street bankiers die vrienden verloren tijdens de aanvallen. Zij gaven Blumberg 500.000 dollar om een grote versie van zijn beeld te maken. De Gary Sinise Foundation en Green Beret Foundation steunden hen daarin. Ze wilden het bewustzijn aanwakkeren dat dat er mensen zijn zoals de Groene Baretten die alles willen opofferen voor hun vaderland.

## Onthulling
Het standbeeld werd onthuld tijdens de Veterans Day Parade in New York op 11 november 2011. Het werd geplaatst op het plein bij One World Financial Center. Nu staat het in Liberty Park, langs het zuiden van Ground zero.